# José María Carvajal Urrutia
José María Carvajal Urrutia (Cádiz, 25 de septiembre de 1762-Madrid, 4 de diciembre de 1832) fue un militar y político español que ocupó la secretaría del Despacho de Guerra durante la Guerra de Independencia.

## Biografía
Era hijo de Ramón Carvajal y Castellet, gobernador de Panamá, y de Ana de Urrutia Caminero. De manera honorífica, con apenas siete meses de vida, fue nombrado cadete menor de edad en el Regimiento de Infantería de Murcia, donde su tío, Luis Antonio Carvajal, era coronel. Obtuvo el ascenso a subteniente, el 1 de abril de 1778 y el grado de teniente, siete meses más tarde. En octubre de 1779 fue nombrado ayudante de su padre. Tras ser nombrado capitán en junio de 1783, en 1785 formó parte de la expedición dirigida por Andrés de Ariza que partió de Cartagena de Indias para ocupar la región del Darién. Después de regresar a España, se trasladó a Barcelona, donde estudió durante dos años matemáticas en la Real Academia de Ciencias y Artes.
Ascendió a capitán de fusileros en el regimiento de Infantería del Príncipe, el 8 de diciembre de 1787, sirviendo en las guarniciones de Melilla y Peñón de Vélez, en 1791 y 1792. En diciembre de 1792, marchó con su regimiento a Navarra, siendo situado en su frontera, el 5 de abril de 1793, al iniciarse la guerra contra Francia, participando en algunas acciones militares de la Guerras revolucionarias francesas.
Tomó parte en la campaña de Portugal de 1801, conocida como la Guerra de las Naranjas, asistiendo al sitio y toma de la plaza de Campo Maior. En abril de 1802 fue nombrado sargento mayor del Regimiento de León. En la plaza leonesa permaneció hasta finales de 1804, cuando ascendió a comandante del tercer batallón del Regimiento de Córdoba. Por la alianza con la Francia de Napoleón Bonaparte, Carvajal se embarcó en el San Rafael durante la guerra contra Inglaterra y marchó como parte del destacamento español que lideraba Federico Gravina que iba como apoyo de la escuadra de Villeneuve a las Antillas, participando a su regreso en el combate naval del cabo Finisterre, donde fue herido y hecho prisionero.
Al comenzar la Guerra de la Independencia, fue ascendido a brigadier por la Junta de Galicia, el 25 de junio de 1808. Sirvió a las órdenes de Joaquín Blake y participó en diversos enfrentamientos como en la batalla de Medina de Rioseco o de Valmaseda, así como en Tamames. En noviembre de 1809 pasó al Ejército del Centro como Mayor general de Infantería. En agosto de 1810 fue nombrado por la Regencia, comandante general de Aragón y presidente de su Junta, con la misión de coordinar las diferentes fuerzas en el distrito, principalmente las del Empecinado y Villacampa. Estableció su cuartel general en Teruel, de donde fue desalojado por el general polaco Klopicki el 30 de septiembre.
Se le nombró de manera interina secretario de Guerra el 6 de febrero de 1812, cargo que ocupó hasta septiembre de ese mismo año. Tuvo serias discrepancias con las autoridades de la Junta Suprema Central por la falta de disciplina del ejército, el retraso en las pagas y la falta de uniformes y efectos esenciales.
Después de la guerra, afín a la causa absolutista de Fernando VII, ascendió a teniente general en 1814. Al año siguiente fue nombrado inspector provincial de las comandancias militares del reino de Granada (15 de septiembre de 1815), recibiendo en ese mismo año las Cruces de San Fernando y de San Hermenegildo. Finalizado el Trienio Liberal, fue ascendido a capitán general de Andalucía hasta octubre de 1823, cuando asumió, por orden de Fernando VII, la capitanía general de Castilla la Nueva. Ese año volvió a recibir honores destacados como la Orden de Isabel la Católica y la de Carlos III.
Desde el 20 de mayo de 1826, hasta su fallecimiento en Madrid, el año 1832, fue inspector general de los Voluntarios Realistas.